# Mayor of Kingstown
Mayor of Kingstown is een Amerikaanse misdaadserie, gemaakt door Taylor Sheridan en Hugh Dillon. Ze telt anno 2024 drie jaargangen.

## Verhaal
Kingstown is een fictieve stad waarvan de belangrijkste economische sector het gevangeniswezen is. De familie McLusky probeert al jaren de belangen van gevangeniswezen, drugsbenden, bevolking en justitie in Kingstown te balanceren.
Wanneer Mitch McLusky sterft neemt zijn jongere broer Mike willens nillens het roer over als 'Mayor of Kingstown'. Slaagt hij erin het delicate evenwicht te behouden zonder er zelf aan onderdoor te gaan?
De serie behandelt thema's zoals racisme, corruptie, criminaliteit, moraliteit en familie. Ze biedt een grimmige blik op hoe getracht wordt openbare orde en gerechtigheid te verzoenen.

## Rolverdeling (selectie)
- Jeremy Renner speelt Mike McLusky, de middelste van drie broers die onverwacht 'Mayor of Kingstown' wordt. Mike zat ooit zelf in een gevangenis en droomde ervan de stad te ontvluchten.
- Dianne Wiest is Myriam McLusky, de moeder van de drie broers. Ze zet zich als vrijwilliger in voor het belang van de gevangenen.
- Taylor Handley speelt Kyle McLusky, de jongste van de drie broers. Hij is een politie-inspecteur die zijn zware job tracht te combineren met een pril gezinsleven.
- Hugh Dillon is Ian Ferguson, een ervaren politie-inspecteur en collega van Kyle McLusky.
- Tobi Bamtefa  speelt Deverin "Bunny" Washington, het hoofd van een van de drugsbenden. Bunny heeft een goede band met Mike.
- Aidan Gillen is Milo, een Russische gangster.
- Emma Laird speelt Iris. Een callgirl die voor Milo overheidsfunctionarissen verleidt en afperst.
- Michael Beach is Kareem Moore, een van de leidinggevenden in het gevangeniswezen.

## Productie en uitzending
Taylor Sheridan en Hugh Dillon - de laatste speelt zelf mee in de serie - zijn de bedenkers en makers van de serie.
Paramount Network kondigde de productie aan in 2020. De eerste jaargang werd opgenomen in 2021 en eind dat jaar uitgezonden door Paramount+. De tweede jaargang werd opgenomen in 2022. De derde jaargang werd opgenomen in 2023 en uitgezonden in 2024. Andrew Lockington schreef de soundtrack.
In België zenden Streamz, VTM GO en VRT MAX de serie uit. In Nederland is de serie te zien op SkyShowtime.
Het is nog onduidelijk of er een vierde jaargang van de serie komt. Hoofdrolspeler Jeremy Renner werd levensgevaarlijk gewond maar herstelde onverwacht snel. Een belangrijk deel van de protagonisten werden gedood in de finale van de derde jaargang.